# Associação Portuguesa de Linguística
A Associação Portuguesa de Linguística (APL) é uma associação de carácter científico que tem como objectivos estatutariamente definidos a promoção do desenvolvimento dos estudos linguísticos, a criação de espaços de debate académico para os seus associados, a elaboração de pareceres e a formulação de sugestões sobre questões de investigação linguística e de ensino em linguística.
Fundada em 1984 por um grupo que incluía alguns dos mais eminentes linguistas portugueses, a APL acolhe hoje cerca de 500 associados, nos quais se inclui parte significativa dos linguistas portugueses e também investigadores oriundos de outros países, nomeadamente dos países de expressão oficial portuguesa. A APL é atualmente presidida por Isabel Falé, professora na Universidade Aberta.
Desde a sua fundação, a APL tem-se caracterizado por uma actividade continuada no domínio da realização de encontros científicos e na publicação de obras de Linguística Geral e Portuguesa, e também em intervenções públicas autónomas ou no âmbito de organismos oficiais, algumas das quais não isentas de controvérsia como o patrocínio, divulgação e revisão da Terminologia Linguística para os Ensinos Básico e Secundário.
Em 2005, a pedido do Instituto Camões a APL emitiu um parecer técnico contrário à aplicação do Acordo Ortográfico de 1990, assinado pela então Presidente, a professora de linguística Inês Duarte.